# Macropholidus ataktolepis
Espèce
Macropholidus ataktolepis est une espèce de sauriens de la famille des Gymnophthalmidae.

## Répartition
Cette espèce est endémique du Nord-Ouest du Pérou.

## Publication originale
- Cadle & Chuna, 1995 : A new lizard of the genus Macropholidus (Teiidae) from a relictual humid forest of northwestern Peru, and notes on Macropholidus ruthveni Noble. Breviora, no 501, p. 1-39 (texte intégral).